# Red Army (film)
Pour plus de détails, voir Fiche technique et Distribution.
Red Army (Armée Rouge) est un documentaire américain de 2014 réalisé par Gabe Polsky (en) qui retrace l'histoire de l'équipe nationale soviétique de hockey sur glace à travers des extraits d'actualités de l'époque et des interviews contemporaines de ses joueurs vedettes  tous membres du prestigieux club Armée Rouge. Le documentaire montre la relation très forte entre sport et propagande dans le régime soviétique mais donne également un aperçu original et émouvant sur la vie du citoyen soviétique moyen et les conséquences de la disparition de l'Union soviétique. 

## Synopsis
Dans une première partie Red Army traite du recrutement et de la formation des joueurs professionnels de hockey sur glace durant l'ère soviétique. Puis il suit l'histoire  de l'équipe nationale dans les années 1980 à travers le parcours des cinq joueurs vedettes de l'époque avec une emphase sur la carrière de Viatcheslav Fetissov le joueur le plus célèbre de cette formation. Tous ces joueurs faisaient partie du club Armée Rouge de Moscou rattaché à l'Armée soviétique. Les thèmes traités dans le documentaire portent sur le poids de la propagande soviétique, le caractère dictatorial des entraineurs mais également sur la finesse du jeu des joueurs soviétiques. Enfin, à travers le destin des joueurs vedettes, il montre les conséquences de la Pérestroïka et de  l'éclatement de l'Union soviétique sur le sport professionnel soviétique. 

## Diffusion
Red Army,  qui a été présenté en première mondiale au Festival de Cannes 2014, est sorti dans un nombre restreint de salles aux États-Unis le 16 mai 2014. En France il était visible dans quelques salles parisiennes à compter du 25 février 2015. 

## Distinctions

### Nominations et sélections
- Nommé au Festival de Cannes 2014 dans la "catégorie Séances spéciales"
- Nommé au Festival du cinéma américain de Deauville 2014 dans la catégorie "Les Docs de l'Oncle Sam"
- Nommé au Writers Guild of America Awards 2015 dans la catégorie "Meilleur scénario de documentaire".